# Henkäys Ikuisuudesta
Henkäys Ikuisuudesta este primul album de studio lansat de cântăreața finlandeză Tarja Turunen.

## Ordinea pieselor pe disc
Versiunea standard
1. „Kuin Henkäys Ikuisuutta” — 4:29
2. „You Would Have Loved This” — 3:59
3. „Happy New Year — 4:04
4. „En Etsi Valtaa, Loistoa” — 3:27
5. „Happy Christmas (War Is Over)” — 4:30
6. „Varpunen Jouluaamuna” — 3:25
7. „Ave Maria” — 6:10
8. „The Eyes of a Child” — 4:22
9. „Mökit Nukkuu Lumiset” — 4:16
10. „Jo Joutuu Ilta” — 3:06
11. „Marian Poika” — 3:27
12. „Magnificat: Quia Respexit” — 3:35
13. „Walking in the Air” — 4:37
14. „Jouluyö, Juhlayö” — 3:47